# Széki-zsomboly
A Széki-zsomboly Magyarország fokozottan védett barlangjai közül az egyik. Az Aggteleki Nemzeti Park területén található. A barlang az Aggteleki-karszt és a Szlovák-karszt többi barlangjával együtt a világörökség része. Bódvaszilas fokozottan védett nyolc barlangja közül az egyik.

## Leírás
Az Alsó-hegy fennsíkján, az országhatár közelében, az országhatártól 130 méterre, déli irányban, a Szabó-pallagon lévő vadászháztól körülbelül 500 méterre található hármas töbör egyik kis átmérőjű töbrének felső peremén van másfél méter átmérőjű bejárata. Helyét jelöli néhány turistatérkép a barlang nevének feltüntetésével. Az Almási-zsombolytól körülbelül 120 méterre délre nyílik. A barlang töbrében, lejjebb, a Széki-zsomboly bejáratától körülbelül 10 méterre a November 7-zsomboly bejárata látszik.
Középső triász wettersteini mészkőben alakult ki a 25 méter vízszintes kiterjedésű barlang. Bejárati aknája 35 méter függőleges kiterjedésű, sima falú és képződményektől mentes. Az aknából egy kis átbújón keresztül lehet bejutni a Nagy-terembe. A Nagy-terem 130 négyzetméter alapterületű, átlagosan nyolc méter széles, körülbelül nyolc méter magas és 20 méter hosszú. A teremben sok a cseppkő. Itt szalmacseppkövek, állócseppkövek, függőcseppkövek, cseppkőkérgek és cseppkőoszlopok láthatók.
Különleges képződménye a sok áttetsző, nagy méretű görbecseppkő, amelyek elágazó kristálycsoportok formájában jelennek meg. A teremben van a legnagyobb függőcseppkő. Ez kar vastagságú és két méter hosszú. A terem alján lévő agyag és omladék között egy hat méteres, szűk akna vezet a mélypontra. A bejárásához az Aggteleki Nemzeti Park Igazgatóság engedélye és technikai eszközök alkalmazása kell. A legmélyebb pontjára lejutni csak a nagyon vékony barlangászoknak lehet.
A kitöltéséből sok holocén csont került elő és a kitöltés jelenleg is sok holocén csontot tartalmaz. Találtak benne Apodemus, barna varangy, denevér, erdei béka, erdei cickány, erdei pocok, európai sün, görény, kecskebéka, kígyó, közönséges vakond, menyét, mezei pocok, nagyfülű denevér és őz csontot. A Boldogh Sándor által írt és az „ANP füzetek” című kiadványban megjelent tanulmány szerint a denevérek számára értékes nászbarlang és a hely nagyon jelentős terhelés alatt van.
Bódvaszilas fokozottan védett 8 barlangja közül az egyik, a másik 7 az Almási-zsomboly, a Frank-barlang, a Kopaszgally-oldali 2. sz. víznyelőbarlang, a Kopasz-vigasz-barlang, a Meteor-barlang, a Szabó-pallagi-zsomboly és a Vecsembükki-zsomboly.
Székely Kinga neve miatt (SZÉkely KInga) nevezte el a zsombolyt Széki-zsombolynak Szenthe István (Kraus 2001). Előfordul a barlang az irodalmában 47 (Kósa 1992), S-7 (Kósa 1992), S/7 (Börcsök, Elekes, Németh, Nyerges 1997), Sedmačtyřicitka (Kósa 1992) és Sedmactyricitka (Börcsök, Elekes, Németh, Nyerges 1997) neveken és jelölésekkel is.

## Kutatástörténet
A barlang bejárata valószínűleg régóta nyitott volt. 1973-ban a VMTE Tektonik Barlangkutató Csoport részt vett feltárásában. Nyerges Attila 2003-ban megjelent írása szerint az alsó rész Nagy-terem nevű üregébe lejutni a bejárati törmelék eltávolításával lehetett. Ennek a barlangrésznek a létezését az első bejárás előtt Michael Kipp varázsvesszős vizsgálata alapján is feltételezték. 1973. június 11-én Gádoros Miklós felmérte a Széki-zsombolyban lévő Nagy-termet, majd megszerkesztette a terem alaprajz térképvázlatát. 1973 szeptemberében Klingenfuss B. elkészítette a barlang alaprajz térképét, hosszmetszet térképét, és egy rajzot, melyen a barlangbejárat látható. 1974. november 9-én a Nagy-teremből Tihanyi Péter és a Foton Barlangkutató Csoport holocén gerinces maradványokat gyűjtött. Ekkor a csoport elkészítette a Széki-zsomboly fénykép-dokumentációját.
1977-ben a Tektonik Barlangkutató Csoport felmérte a barlangot, majd a felmérés alapján megszerkesztette a barlang alaprajz térképét és két hosszmetszet térképét. Az 1977. december 31-i állapot szerint (MKBT Meghívó 1978. május) az Aggteleki-karszton lévő és 50 m mély Széki-zsomboly az ország 48. legmélyebb barlangja. Az 1977. évi Karszt és Barlangban megjelent összeállítás alapján, 1977. december 31-én Magyarország 53. legmélyebb barlangja az Aggteleki-karszton elhelyezkedő, 1977. december 31-én 50 m mély, 1976-ban és 1975-ben pedig ismeretlen mély Széki-zsomboly. Az 52. legmélyebb barlang (Kurta-bérci-hasadékbarlang) szintén 50 m mély. Ez az összeállítás naprakészebb az 1978. májusi MKBT Meghívóban publikált listánál. Az 1977-ben készült térképek alapján lett megállapítva, hogy a Széki-zsomboly 50 m mély.
Az 1977-ben megjelent, Lénárt László által összeállított kiadványban meg van említve, hogy a Marcel Loubens Barlangkutató Csoport valamikor bejárta a Széki-zsombolyt. 1978 őszén a Vass Imre Barlangkutató Csoport tagjai kis mennyiségű üledékmintát gyűjtöttek a barlangkitöltésből, melyet őslénytani szempontból Rácz József vizsgált meg. A minta növényi magot, csigát és gerinces maradványt tartalmazott. 1981-ben a Természettudományi Múzeum Növénytárának zsombolyflóra kutatási programja keretében a Széki-zsombolyban is történt botanikai gyűjtés. A BEAC Barlangkutató Csoport barlangkutatói segítettek a botanikusoknak elvégezni munkájukat.
A Magyar Karszt- és Barlangkutató Társulat 1982-es Országos Vándorgyűlésén a barlang az egyik túracélpont volt. Az 1984-ben megjelent, Magyarország barlangjai című könyv országos barlanglistájából kimaradt a barlang. Az 1987. december 31-i állapot alapján Magyarország 67. legnagyobb függőleges kiterjedésű barlangja az 5450 barlangkataszteri egységben lévő, 50 m függőleges kiterjedésű Széki-zsomboly. A 66. legnagyobb függőleges kiterjedésű barlang (Keselő-hegyi 4. sz. barlang) szintén 50 m függőleges kiterjedésű. Az összeállítás szerint az 1977. évi Karszt és Barlangban közölt mélységi listában a Széki-zsomboly 50 m mély.
A BEAC Barlangkutató Csoport 1991. évi jelentésében közlésre kerültek a barlang térképei. A barlang alaprajz térképe és két hosszmetszet térképe egy oldalra lettek szerkesztve. Az 1992. évi Karszt és Barlangban publikált, az Alsó-hegy magyarországi részének töbreit, zsombolyait és beszakadásait bemutató ábrán látható a Széki-zsomboly földrajzi elhelyezkedése.
Az 1992-ben kiadott, Alsó-hegyi zsombolyatlasz című könyvben, az Alsó-hegy fennsíkjának magyarországi oldalát bemutató egyik térképen megfigyelhető a barlang földrajzi elhelyezkedése. A kiadványban megjelentek a barlang Klingenfuss B. által készített térképei, Gádoros Miklós által rajzolt térképvázlata és 1977-ben szerkesztett térképei. Több adattal együtt fel van tüntetve öt irodalmi mű, amelyek foglalkoznak a barlanggal. 1993. április 8-tól a környezetvédelmi és területfejlesztési miniszter 12/1993. (III. 31.) KTM rendelete szerint az Aggteleki-karsztvidéken lévő Széki-zsomboly fokozottan védett barlang. Zsombolyokban különlegességnek számító képződményei miatt lett fokozottan védett barlang. 1995 óta a világörökség része a zsomboly. A Nyerges Attila által 1997-ben készített szakdolgozat szerint az 50 m mély Széki-zsomboly az Alsó-hegy magyarországi részének 9. legmélyebb barlangja. A 8. legmélyebb (Pócsakői-víznyelő) és a 10. legmélyebb (Lujza-lyuka-zsomboly) szintén 50 m mély.
1998. május 14-től a környezetvédelmi és területfejlesztési miniszter 13/1998. (V. 6.) KTM rendelete szerint az Aggteleki Nemzeti Park Igazgatóság illetékességi területén található Széki-zsomboly az igazgatóság engedélyével látogatható. 1999-ben Egri Csaba, Nyerges Attila és Zengő Beáta mérték fel a barlangot, majd 1999-ben Nyerges Attila a felmérés alapján megszerkesztette a barlang részletes alaprajz térképét, hosszmetszet térképét és keresztszelvény térképeit. Az 1999. évi Lakatos Kupa egyik helyszíne volt a Széki-zsomboly és az Almási-zsombollyal együtt a legnépszerűbb túracélpont volt. 2001. május 17-től a környezetvédelmi miniszter 13/2001. (V. 9.) KöM rendeletének értelmében az Aggteleki-karsztvidék területén lévő Széki-zsomboly fokozottan védett barlang. Egyidejűleg a fokozottan védett barlangok körének megállapításáról szóló 1/1982. (III. 15.) OKTH rendelkezés hatályát veszti.
A 2003-ban napvilágot látott, Magyarország fokozottan védett barlangjai című könyvben található barlangismertetés szerint a Szilasi-fennsíkon, a Szabó-pallagi vadászháztól 500 m-re, 504 m tengerszint feletti magasságban nyílik a Széki-zsomboly, amely 120 m hosszú, 51,5 m függőleges kiterjedésű és 25 m a vízszintes kiterjedése. Mélypontja 51 m mélyen van. A könyvfejezetbe bekerült a Nyerges Attila és Egri Csaba által 1999-ben készített hossz-szelvény térkép színes változata, valamint egy Nyerges Attila által készített színes fénykép, amely a barlang Nagy-terem nevű részét mutatja be. A könyvben található, Egri Csaba és Nyerges Attila által készített mélységi lista szerint az Aggteleki-karszton lévő és 5452-6 barlangkataszteri számú Széki-zsomboly Magyarország 79. legmélyebb barlangja 2002-ben. A 2002-ben 52 m mély barlang 1977-ben és 1987-ben is 50 m mély volt.
A 2005-ben megjelent, Magyar hegyisport és turista enciklopédia című kiadványban önálló szócikke van a barlangnak. A szócikk szerint a Széki-zsomboly az Aggteleki-karszton található és fokozottan védett természeti érték. Az Alsó-hegy fennsíkján, 504 m tengerszint feletti magasságban van a bejárata. 120 m hosszú, 52 m mély és alig 25 m legnagyobb vízszintes kiterjedése. Az 1970-es évek elején tárták fel bontással. A függőleges, bejárati hasadékakna 36 m mély és egy kis átbújó után a Nagy-terembe torkollik, amely 17×10 m átmérőjű és 16 m magas. Szűk, 6 m-es akna vezet a mélypontra az alját kitöltő omladék és agyag között. Gazdagon borítják a terem falát a cseppkőkiválások: függőcseppkő, állócseppkő, cseppkőoszlop, szalmacseppkő és cseppkőbekérgeződés. A barlangban lévő, tömegesen megjelenő, nagy, elágazó kristálycsoportokat alkotó, áttetsző heliktitek különleges értéket képviselnek. Jelentős mennyiségű holocén csontanyag van agyagkitöltésében. Engedéllyel és technikai eszköz használatával járható.
2005. február 20-án Szenthe István és Dobrosi Dénes denevéreket figyelt meg és határozott meg benne. 2005. szeptember 1-től a környezetvédelmi és vízügyi miniszter 22/2005. (VIII. 31.) KvVM rendelete szerint az Aggteleki Nemzeti Park Igazgatóság működési területén található Széki-zsomboly a felügyelőség engedélyével látogatható. 2005. szeptember 1-től a környezetvédelmi és vízügyi miniszter 23/2005. (VIII. 31.) KvVM rendelete szerint az Aggteleki-karsztvidéken lévő Széki-zsomboly fokozottan védett barlang.  A 2006. évi Vespertilioban közölt tanulmány szerint egy nagy patkósdenevért, egy kis patkósdenevért, 10 nagyfülű denevért, egy közönséges denevért, két bajuszos denevért, 4 vízi denevért, 11 csonkafülű denevért, 7 horgasszőrű denevért, 7 nyugati piszedenevért, egy barna hosszúfülű-denevért és egy nimfadenevért észlelt 2004. szeptember 6-án a bódvaszilasi barlang bejáratának közelében Boldogh Sándor.
Az ANP füzetek című kiadvány 2007. évi évfolyamában Boldogh Sándor egy összefoglalást közölt a barlangban észlelt denevérekről. 2007. március 8-tól a környezetvédelmi és vízügyi miniszter 3/2007. (I. 22.) KvVM rendelete szerint az Aggteleki Nemzeti Park Igazgatóság működési területén lévő Széki-zsomboly az igazgatóság engedélyével tekinthető meg. A 2008. szeptember 27-én megrendezett XV. Lakatos Kupa kiadványában 50 méter mély és 80 méter hosszú barlangként szerepel. A verseny egyik lehetséges érintőpontja volt. 2013. július 19-től a vidékfejlesztési miniszter 58/2013. (VII. 11.) VM rendelete szerint a Széki-zsomboly (Aggteleki Nemzeti Park Igazgatóság működési területe) az igazgatóság hozzájárulásával látogatható. 2015. november 3-tól a földművelésügyi miniszter 66/2015. (X. 26.) FM rendelete szerint a Széki-zsomboly (Aggteleki-karsztvidék) fokozottan védett barlang. A 2017-ben rendezett 61. Barlangnapon az egyik túracélpont volt.
Az Alsó-hegy karsztjelenségeiről szóló, 2019-ben kiadott könyvben az olvasható, hogy a Széki-zsomboly (Sedmačtyřicítka) 120 m hosszú és 51,5 m mély. A barlang azonosító számai: Szlovákiában 47, Magyarországon 5452/6, egyéb S-7. A könyvben publikálva lett a barlang 1999-ben készült hosszmetszet térképe, 1999-ben készült 6 keresztmetszet térképe és 1999-ben készült alaprajz térképe. A hosszmetszet térképen látható a 6 keresztmetszet elhelyezkedése a barlangban. A barlangot 1999-ben Egri Csaba, Nyerges Attila és Zengő Beáta mérték fel, majd 1999-ben Nyerges Attila a felmérés alapján megrajzolta a barlang térképeit. A térképeket 2015-ben Luděk Vlk digitalizálta. Publikálva lett egy színes fénykép, amelyen a barlang bejárata figyelhető meg. A kiadványhoz mellékelve lett az Alsó-hegy részletes térképe. A térképet Luděk Vlk, Mojmír Záviška, Ctirad Piskač, Jiřina Novotná, Miloš Novotný és Martin Mandel készítették. A térképen, amelyen fekete ponttal vannak jelölve a barlangok és a zsombolyok, látható a Széki-zsomboly (5452/6, 47) földrajzi elhelyezkedése. 2021. május 10-től az agrárminiszter 17/2021. (IV. 9.) AM rendelete szerint a Széki-zsomboly (Aggteleki Nemzeti Park Igazgatóság működési területe) az igazgatóság engedélyével látogatható. A 13/1998. (V. 6.) KTM rendelet egyidejűleg hatályát veszti.

## További irodalom
- Klingenfuss, B.: Bódvaszilas 1973. Höhlenpost, 1976. 11. évf. 33. sz. 4–14. old.
- Kósa Attila: Az Alsó-hegy zsombolyai. Barlangnapi tájékoztató. MKBT és Tektonik, 1982.
- Nyerges Attila: A Széki-zsomboly térképe és leírása. Kézirat, 1999. (A kézirat megtalálható az Országos Barlangnyilvántartásban.)
- Vojiř, V.: Dolný Vrch, I. etapová zpráva o speleologickém prúzkumu. 1973. Speleologicky Klub Praha.